# Best друг
Best друг (Найкращий друг) — сингл гурту «С.К.А.Й.», виданий 2007 року, сингл згодом видано в альбомі «Планета С.К.А.Й.» під номером 1. Пісню було присвячено проблемам поширення СНІДу в світі. Офіційною датою релізу вважається 31 жовтня 2007 року.
Пісня має дві головні ідеї: донести до людей поняття про те, хто ж насправді є справжнім другом, і звернути увагу суспільства на проблеми з ВІЛ та спілкування з ВІЛ-інфікованими людьми.

## Відеокліп
Режисером відео став Андрій Рожен. Відео було відзняте восени 2007 року у барі «SKY», що знаходиться у «PinchukArtCentre».
На вечірці у барі виступає гурт «С.К.А.Й.». Пізніше на відео з'являється чоловік, що за ідеєю є другом вокаліста гурту — Олега Собчука. Численна «золота молодь» відпочиває та розважається на концерті, і радісно вітає його. 
Наприкінці відео на одязі героя відео відвідувачі помічають напис «у мене СНІД», після чого веселощі припиняються, і вони, сторонячись цієї людини, по-черзі зникають з вечірки. Єдині, хто залишаються — музиканти, що продовжують грати для свого друга.
Після відео Олег Собчук також звертається до громадян зі словами «Я ніколи не відвернуся від людини, хворої на СНІД, особливо, якщо це — мій Best-друг!».